# 陵下文昌阁
陵下文昌阁，又名奎星楼、鼓楼，位于山西省临汾市翼城县唐兴镇陵下村东南南翔翼大街路北，始建于清康熙九年(1670年)，1994年重修。高三层17米，砖石砌筑，方形平面，八角攒顶内斗拱绘八仙像。一层为奎星塑像。二层彩绘描绘孙康映雪、孙敬头悬梁、苏秦锥刺股、车胤囊萤、李密挂角、朱买臣负薪等古人读书故事。三层为碑刻。
1987年8月20日，陵下文昌阁公布为翼城县文物保护单位。